# Марко Пјер Вајт
Марко Пјер Вајт (енгл. Marco Pierre White; Лидс, рођен 11. децембра 1961) је британски кувар, угоститељ и телевизијска личност из Лидса. Вајт је назван првим селебрити куваром и познат је као Enfant terrible британске ресторанске сцене. Назван је кумом модерног кулинарства у емисији Аустралијски Мастер Шеф (сезона 4, епизода 53). Вајт је био најмлађи кувар који је икада добио три Мишленове звезде. Он је обучио угледне куваре као што су Марио Батали, Гордон Ремзи, Кертис Стоун и Шенон Бенет.

## Биографија
Вајт је трећи од четири дечака рођена у породици енглеског кувара Френка Вајта и Марије Розе Галине, италијанске емигранткиње из Венета. Вајт је напустио средњу школу у Лидсу, без икаквих квалификација и одлучио да тренира као шеф кухиње, у почетку у хотелу Ст. Џорџ у Херогејту и Бокс три у месту Илкли. Године 1981. отишао је у Лондон са "£7.36, кутијом књига и торбом пуном одеће", и почео је своју класичну обуку као коми (commis), кувар-шеф још увек на обуци (који шегртује), са Албером и Мишелом Руом у Le Gavroche-у.
Наставио је своју обуку код Пјера Кофмана у Ла Тант Клер (La Tante Claire), прешавши да ради у кухињи Рејмона Блана у Л Маноару (Le Manoir), а касније са Нико Ладенисом у Ше Нико (Chez Nico) у Најнти Парк Лејну. Онда је сам започео посао, радећи прво у кухињи у Сик Белс у Кингс Роуду са помоћником Мариом Баталијем, данас такође познатим селебрити шефом.
Године 1987. Вајт је отворио ресторан Харвис (Harvey's) у Лондону, где је одмах освојио своју прву Мишленову звезду, а другу, годину дана касније.
Освојио је награду за најбољег новајлију на додели награда The Catey Awards 1987, коју је водио часопис Кејтерер (The Caterer).
Касније је постао главни кувар Ресторана Марко Пјер Вајт у оквиру бившег хотела Хајд Парк, где је освојио трећу Мишленову звезду, а затим се преселио у Оук Рум у хотелу са 5 звездица Л Меридијен Пикадили (Le Méridien Piccadilly Hotel).
Године 1994, са 32 године, Вајт је постао први британски кувар који је добио три Мишленове звезде и најмлађи у тадашњој Мишленовој историји.
Учествовао је у разним пре свега кулинарским ријалити емисијама, попут британске верзије Паклена кухиња Hell's Kitchen ТВ ИТВ, The Chopping Block, Masterchef Australia, Marco Pierre White's Kitchen Wars, MasterChef South Africa, MasterChef New Zealand, Celebrity Big Brother 2011 и бројним рекламама као амбасадор бренда Кнор, због чега је критикован и многим другим.